# هيلموت كراوزه
هيلموت كراوزه (بالألمانية: Helmut Krause)‏ هو مجدف ألماني، ولد في 5 مايو 1954 في برلين في ألمانيا.

## وصلات خارجية
- هيلموت كراوز على موقع الاتحاد الدولي للتجديف (الإنجليزية)
- هيلموت كراوز على موقع اللجنة الأولمبية الدولية (الإنجليزية)
- هيلموت كراوز على موقع أوليمبيديا (الإنجليزية)